# Таліха
Талі́ха (рос. Талиха, башк. Талиха) — хутір у складі Зілаїрського району Башкортостану, Росія. Входить до складу Зілаїрської сільської ради.
Населення — 9 осіб (2010; 15 в 2002).
Національний склад:
- росіяни — 80%